# Астрід Ньялсдоттер
Астрід Ньялсдоттер (Astrid Njalsdotter або Ástríðr Njálsdóttir) зі Скьяльгааттена (також Естріт) (ХІ століття) — норвезька шляхтанка, яка вийшла заміж за Рагнвальда Старого і стала родоначальницею шведської династії Стенкілів (бл. 1012-25 рр.). Іноді припускають, що вона була шведською королевою, хоча докази є непереконливими.

## Династична праматір
Єдиним доступним джерелом для Астрід є сага про Гервер, в якій сказано, що вона була дочкою Ньяля Фінссона з Галогаланда. З інших скандинавських джерел виявляється, що Ньял Фінссон був сином Гунхільд Галвдансдоттер з родини Скьяльга, родового нащадка Гаральда Прекрасноволосого, першого короля Норвегії та ймовірного нащадка династії Інглінгів. Відповідно до саги, вона народила Стенкіла (пом. 1066), який став ярлом у Швеції, а пізніше успадкував королівство в бл. 1060. Оскільки її онуки, шведські королі Гальстен та Інге Старший, могли народитися приблизно в 1050—1060 роках, її шлюб, ймовірно, відбувся в 1020-х або 1030-х роках. Про час її смерті нічого не відомо.
Її чоловік Рагнвальд Старий невідомий. У старішій історіографії його було прийнято ототожнювати з Рагнвальдом Ульвсоном, шведським або геатським ярлом, який служив під керівництвом короля Улофа Шетконунга на початку ХІ століття. Згідно з скандинавськими сагами, Рагнвальд Ульвсон був змушений втекти зі Швеції після суперечки з королем, і врешті-решт був визнаний ярлом Старої Ладоги. Однак цей Рагнвальд був одружений з норвезькою принцесою Інгеборг Тріггвасдоттер і батьком Ульфа і Ейліфа і ніде не пов'язаний зі Стенкілом. Тому другий шлюб Рагнвальда з Астрід — це лише здогадки.

## Можлива корона
Німецький церковний історик Адам Бременський пише, що Стенкіл був або пасинком (privignus), або племінником (nepos) попереднього шведського правителя Емунда Старого (бл. 1050-бл. 1060). Виходячи з цього, іноді припускали, що Астрід Ньялсдоттер спочатку була одружена з Раґнвальдом, а потім з Емундом, дружина якого невідома. Це допомогло б пояснити плавність династичної спадкоємності в c. 1060 р., коли сім'я правителів Доби вікінгів вимерла по чоловічій лінії. Тим не менш, сага про Гервер говорить, що Стенкіл успадкував трон через свою дружину, яка була дочкою Емунда. Тому сучасні історики схильні сумніватися в цій гіпотезі.